# Blackadder House

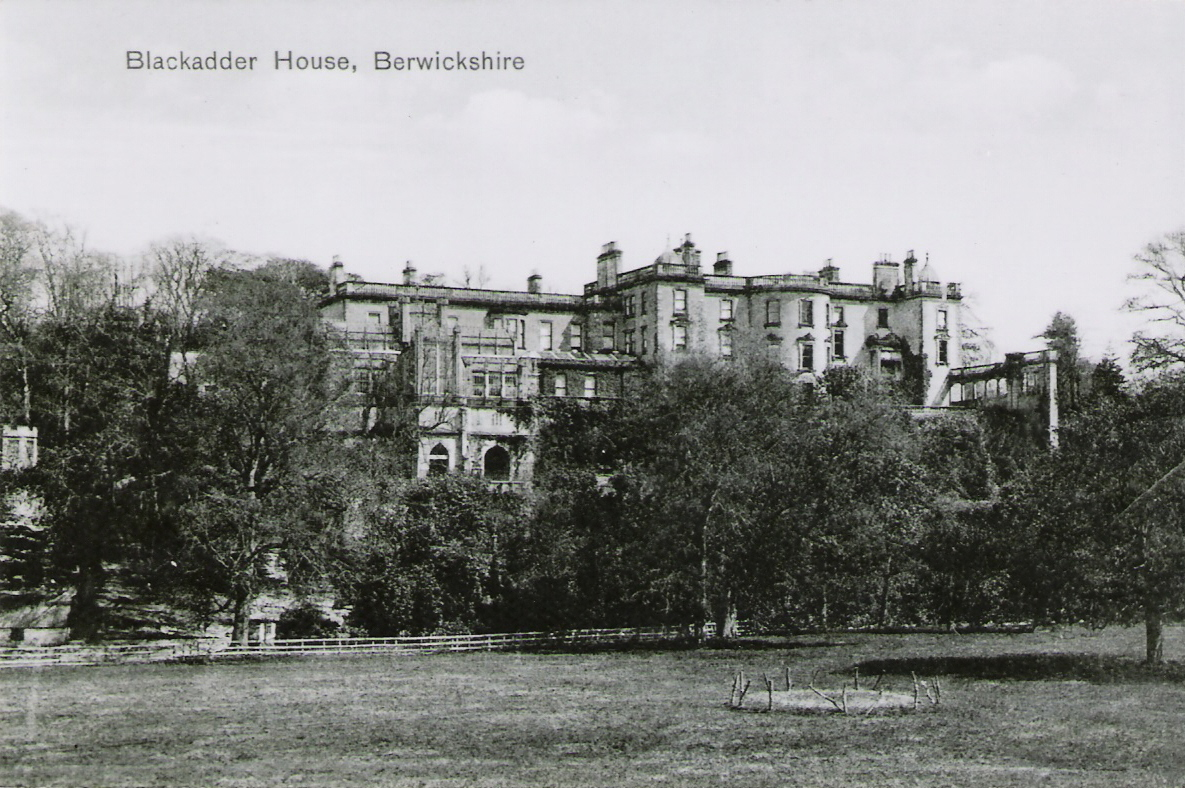
Blackadder House um 1900

Blackadder House war ein Landhaus im Dorf Allanton in der schottischen Grafschaft Berwickshire, die heute Teil der Council Area Scottish Borders ist. Es wurde an Stelle des früheren Blackadder Castle errichtet. Das Haus wurde im Ersten Weltkrieg von Truppen verwüstet und um 1925 abgerissen.
Die erhaltenen Gärten von Blackadder House sowie das ehemalige Gärtnerhaus sind als Kategorie-B- beziehungsweise Kategorie-C-Bauwerk denkmalgeschützt.

## Frühe Geschichte des Anwesens
Die Familie Blackadder war ein integraler Teil der ständigen Streitigkeiten in der Region und vergrößerten ohne Rücksicht auf andere ihre Ländereien durch Schenkungen von König Jakob II. Diese Schenkungen gewährte der König als Belohnung für die Zurückschlagung englischer Überfälle mit großem Effort. Die Ländereien der Blackadders an der englischen Grenze fielen durch Heirat an die Familie Home (heute Home-Robertson); Beatrix Blackadder und ihre jüngere Schwester, Alleinerben ihres Vaters Andrew, heirateten 1518 jüngere Söhne der Homes of Wedderburn (Wedderburn Castle befindet sich noch heute in den Händen eines ihrer Nachkommen, Georgina Home-Robertson).
Laut Anderson erreichte man dies in folgender Art und Weise: Andrew Blackadder folgte in der Schlacht von Flodden Field 1513 der Standarte von William Douglas of Glenbervie und fiel zusammen mit 200 Mann dieser Familie in dieser furchtbaren Schlacht, wobei er eine Witwe und zwei unmündige Töchter, Beatrix und Margaret, hinterließ. Die Homes of Wedderburn zogen aus dem ungeschützten Status von Roberts Töchtern ihren Vorteil, indem sie die Ländereien der Blackadders annektierten. Sie begannen damit, jeden in ihrer Reichweite, den sie als Erbhindernis fürchteten, zu beseitigen. Sie griffen Robert Blackadder, den Prior von Coldingham, an und ermordeten ihn. Seinen Bruder, den Dekan von Dunblane, ereilte dasselbe Schicksal. Verschiedene andere wurden in derselben Art und Weise beseitigt.
Nun griffen sie Blackadder Castle an (das irgendwo auf dem Land lag, das heute die Blackadder Mains sind und Anfang des 16. Jahrhunderts beim Überfall der Engländer auf Schottland unter dem Kommando von Thomas Howard, 2. Duke of Norfolk, zerstört wurde), in dem die Witwe und ihre beiden jungen Töchter wohnten.
Die Garnison weigerte sich, aufzugeben, aber die Homes konnten die Festung erobern, wurden der Witwe und ihrer Kinder habhaft und zwangen diese mit Gewalt zur Heirat. Die beiden Töchter wurden 1518 an die beiden jüngeren Söhne, John und Robert, vermählt und, da sie erst acht Jahre alt waren, im Blackadder Castle eingesperrt, bis sie volljährig waren.
Wie auch immer der Wahrheitsgehalt dieser Geschichte ist, so wurde doch der Besitz dieser Ländereien von einem Vetter der Familie, Sir John Blackadder, dem Besitzer der Ländereien von Tulliallan, angefochten. Sir John rief das Parlament an, aber, wie in der damaligen Zeit üblich, wurde die Angelegenheit schließlich mit der blanken Waffe entschieden. Sir John Blackadder wurde im März 1531 für den Mord am Abt von Culross, den er in einem Streit um Land umgebracht hatte, geköpft. Ihm folgte in der Baronie von Tulliallan sein Bruder Patrick nach, der den Streit gegen die Homes um die Ländereien der Familie wieder aufwärmte. Wiederum klagte Anderson die Homes wegen Verrats in der Geschichte um Patricks Mord in einem Hinterhalt bei Edinburgh an, wo er die Homes treffen sollte, um die Streitigkeiten beizulegen.
Die Blackadders verzichteten danach auf ihre Ansprüche auf die Ländereien an der Grenze zu England und Sir John Home wurde 1671 zum Baronet of Blackadder ernannt. Die Homes hatten das Anwesen bis 1836 in Besitz und verkauften es dann in die Familie Houston (später Houston-Boswell). 1857 war Sir George A. F. H. Boswell der Eigentümer des Anwesens.

## Blackadder House

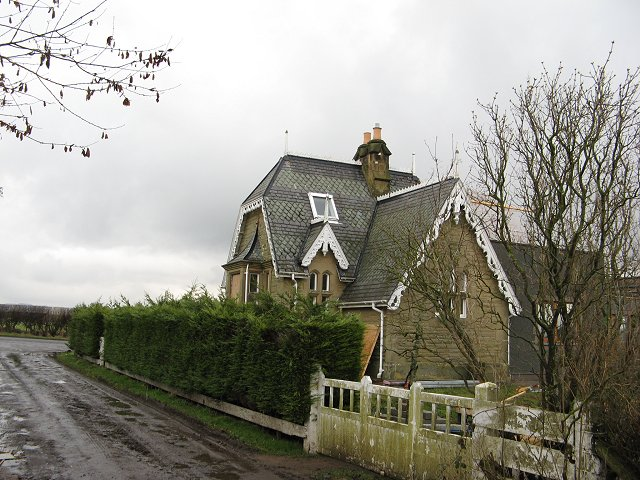
Blackadder North Lodge während der Restaurierung 2007

Der ursprüngliche Peel Tower blieb vermutlich bis Mitte des 18. Jahrhunderts relativ unverändert. Etwa um diese Zeit zeichnete der Architekt James Playfair Pläne zur grundlegenden Neu- und Umbau des früheren Gebäudes, aber sie kamen nie zur Ausführung. Später zeichnete Robert Adam andere Pläne, die dann auch umgesetzt wurden. 1842 wurde das Haus als elegantes, modernes Gebäude mit ausgedehnten Gebüschen, Gewächshäusern in einem wundervollen, gotischen Glashaus beschrieben.
Eine Beschreibung von 1845 hob besonders das Glashaus hervor, das die Form einer gotischen Kapelle mit einem Rahmen ganz aus Gusseisen und einige der Scheiben als Buntglasfenster hatte. Das Glashaus hatte der spätere Eigentümer, Thomas Boswell, zum Preis von einigen Tausend Pfund aufstellen lassen. Ein Artikel in einem Magazin von 1848 erwähnte erneut das Glashaus, das wohl das auffälligste Detail des Hauses gewesen sein muss. Als Eigentümerin wurde Lady Houston angegeben.
1853 erweiterte der Architekt John Lessels das Haus, indem er die Terrassen mit Balustraden versah und einen großen, asymmetrischen Flügel anbaute. Das Ergebnis war ein großartiges, klassisches Haus im palladianistischen Stil. Das Haus wurde als „The Home of the Stately Home“ beschrieben. Es war vermutlich das erste Haus in Berwickshire, das einen Elektroanschluss erhielt. Überreste des originalen Kraftwerks sind bis heute erhalten.
Die Gärten litten arg unter den schlimmen Frösten im Winter 1879/1880, als Tiefsttemperaturen bis −31 °C gemessen wurden. Lady Boswells Familie hatte 50 Jahre vorher Pfirsichbäume anpflanzen lassen, die bis auf die Wurzeln abfroren, ebenso wie Aprikosen- und andere Obstbäume. Eine Europäische Eibe, die in Lady Boswells Geburtsjahr gepflanzt worden war, starb ebenfalls ab, ebenso wie viele Eichen. Der Frost ließ Echten Lorbeer, Portugiesischen Kirschlorbeer, Rhododendren, Stechpalmen und andere kleinere Bäume absterben.
Im Ersten Weltkrieg wurde das Landhaus von der Regierung als Kaserne requiriert. Die Truppen verwüsteten das Gebäude, indem sie zum Beispiel Teile der Baluster der Treppe als Feuerholz verwendeten. Die Nachkriegsregierung weigerte sich, für die Wiederherstellung des Hauses zu bezahlen, und mit der landwirtschaftlichen Depression wurde es aufgegeben. Es wurde um 1925 abgerissen.

## Heute
In der Hauptstraße von Allanton stehen heute noch ein Paar Lodges mit konvexen Fassaden (Lydd Lodge und Westside Cottage), die die Einfahrt zum früheren Blackadder House zeigen. Der Bauernhof von Blackadder Mains, die Blackadder Bank, Blackadder West und Blackadder Mount, ebenso wie das nahegelegene Dorf Allanton lagen ursprünglich alle auf dem Anwesen von Blackadder House.
Das Haus existiert nicht mehr, aber es gibt eindrucksvolle Ruinen, die einen Spaziergang über das Anwesen wert sind. Vom Landhaus selbst ist nur wenig mehr als ein Umgang mit Steinbalustrade, der an der Rückseite des Hauses – in den Fels der Klippe über dem Blackadder River gemeißelt – unter dem Geländeniveau lag, erhalten geblieben. Wo das Haus stand, ist ein Wald angepflanzt worden. Unterhalb des Umgangs, am Ufer des Flusses, sind die Überreste des Wasserkraftwerks noch zu sehen.
Weitere Nebengebäude des Anwesens blieben ebenfalls erhalten. Die Blackadder Cottage (auch Butler's House) mit einem eindrucksvollen Paar Löwen auf seiner Brüstung liegt am Hochufer des Blackadder Water. Allanbank Courtyard ist eine U-förmige Anlage, die um 1780 begonnen wurde. Es gibt auch einen eingefriedeten Garten mit einem Sommerhaus und verschiedene Brücken über Blackadder Water. Eindrucksvolle Stallungen mit Turm und obeliskartiger Turmspitze überlebten die Zerstörung des Hauses. Sie werden dem Architekten Alexander Boswell zugeschrieben und wurden 1785 errichtet.

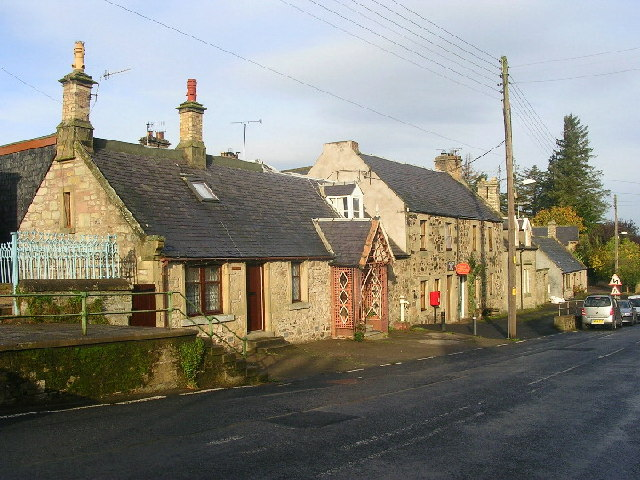
Hauptstraße und Postamt von Allanton
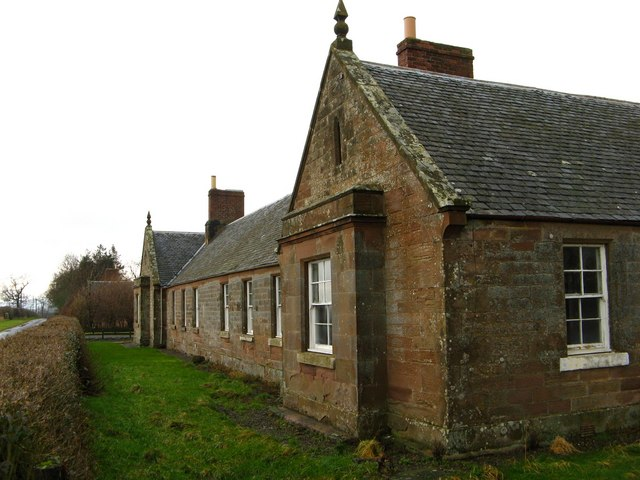
Bauernhäuser in Blackadder Mount
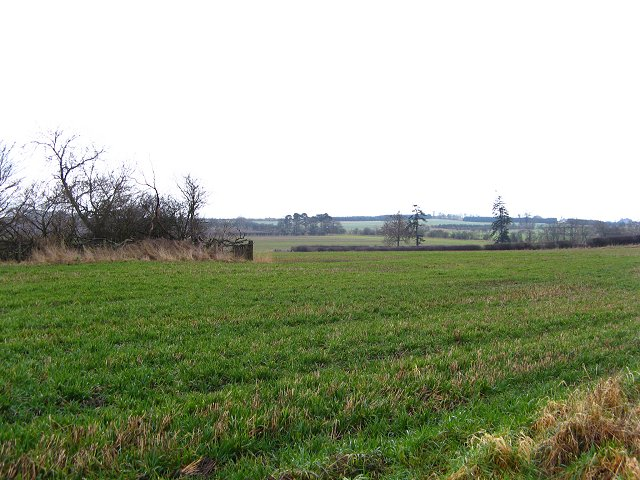
Gerste in Blackadder Mount
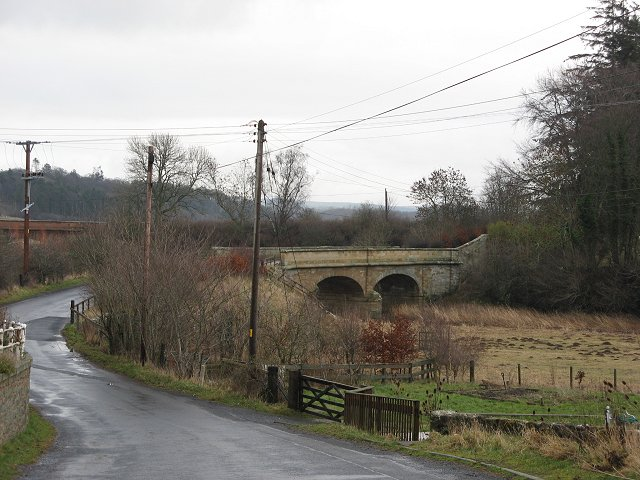
Blackadder Bridge bei Allenton